# Achille Rivarde
Achille Rivarde (New York, 31 octobre 1865; Londres 31 mars 1940) est un violoniste et enseignant britannique d'origine américaine, qui a travaillé principalement en Europe et Londres.

## Biographie
Serge Achille Rivarde est né à New York d'un père espagnol et d'une mère américaine. À l'âge de onze ans, il est devenu l'élève de Charles Dancla au Conservatoire de Paris, et a partagé le premier prix avec František Ondříček en 1879. Il eut aussi des leçons avec Felix Simon, Henryk Wieniawski et José White Lafitte.
Il est retourné en Amérique pendant trois années (1881-1884). En 1885, âgé de seulement 19 ans, il est retourné à Paris pour devenir premier violon de l'Orchestre Lamoureux. Il est resté à ce poste jusqu'à 1891. En 1893, à Paris, lui et Harold Bauer ont créé la Sonate pour violon en si mineur de Frederick Delius.
Il fait ses débuts à Londres en 1894. En 1895, il a été le soliste lors de la création en Angleterre de la Symphonie espagnole d'Édouard Lalo.
Ses débuts américains se sont passés au Carnegie Hall en novembre 1895 (où il a été présenté comme « un violoniste espagnol ». Il a été dit qu'il « venait d'entrer dans sa 28e année », alors qu'il avait en fait 30).
En 1899, il est devenu professeur au Royal College of Music. Mis à part quelques apparitions en tant que soliste à Londres et à l'étranger (il a partagé la scène avec Pablo Casals lors d'un concert en 1913), il est resté professeur au RCM jusqu'en 1936 et a été tenu en grande estime. Carl Flesch a parlé de lui comme d'« un important violoniste et pédagogue ». Parmi ses élèves, on trouve Anthony Collins, Eugene Goossens, le violoniste et expert en instruments Robert Lewin, et Margaret Harrison (sœur de Beatrice Harrison, elle était âgée de seulement 4 ans quand elle entra au RCM pour étudier avec Rivarde).
Eugene Goossens a écrit une pièce pour violon et piano appelé Old Chinese Folk Song « To Achille Rivarde », Esq. Op. 4/1. Fritz Kreisler a dédié à Rivarde sa transcription de la première Danse slave d'Antonín Dvořák.
En 1922 Rivarde a publié The Violin and Its Technique As a Means to the Interpretation of Music, un petit manuel de sa propre méthode,. En 1924, il a créé à Londres une école pour apprendre le violon.
Il est mort en 1940 à Londres, à 74 ans.

## Source
- (en) Cet article est partiellement ou en totalité issu de l’article de Wikipédia en anglais intitulé « Achille Rivarde » (voir la liste des auteurs).